# Västlig falknäbb
Västlig falknäbb (Falcunculus leucogaster) är en fågelart i familjen falknäbbar.

## Utseende och läte
Västlig falknäbb är en liten fågel med en kort och kraftig näbb. Ovansidan är grön, medan undersidan är gul förutom ett brett vitt band på buken. Huvudet är kraftigt tecknad i svart och vitt. Hanen har svart på hakan, medan honan är mörkt grönaktig. Sången består av en ljudlig och klar tvåstavig och stigande vissling. 

## Utbredning och systematik
Fågeln förekommer i Australien i sydvästra Western Australia. Tidigare behandlades västlig, nordlig falknäbb och östlig falknäbb som en och samma art, falknäbb (F. frontatus). De urskiljs dock allt oftare som egna arter.

## Levnadssätt
Västlig falknäbb bebor skogsområden med eukalyptus, framför allt med slät bark. 

## Status och hot
Arten har ett stort utbredningsområde, men tros minska i antal, dock inte tillräckligt kraftigt för att den ska betraktas som hotad. Internationella naturvårdsunionen IUCN listar arten som livskraftig (LC).